# 肖格倫冰川

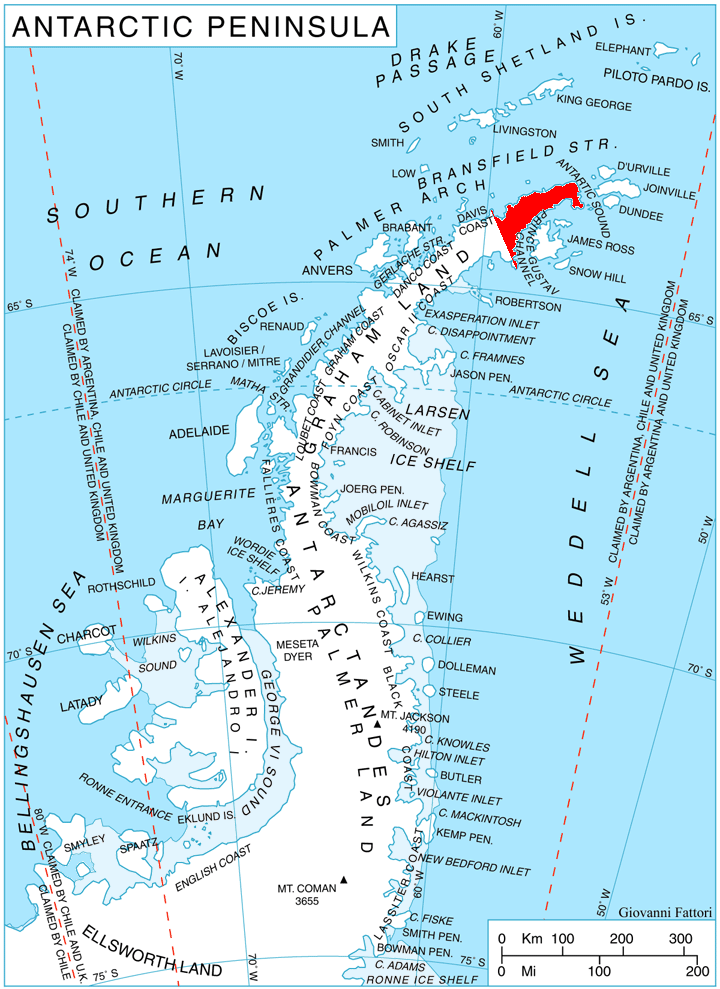

肖格倫冰川（英語：Sjogren Glacier）是南極洲的冰川，位於特里尼蒂半島南部，全長20公里，最終注入古斯塔夫王子海峽，該冰川在1903年由瑞典探險隊命名。

## 外部連結
- SCAR Composite Antarctic Gazetteer（页面存档备份，存于）.

64°14′S 59°0′W / 64.233°S 59.000°W